# Террі Ріардон
Терренс Джордж Ріардон (англ. Terrance George Reardon, 6 квітня 1919, Вінніпег — 14 лютого 1993) — канадський хокеїст, що грав на позиції центрального нападника.
Володар Кубка Стенлі.
Його брат — Кен Ріардон також був гравцем НХЛ.

## Ігрова кар'єра
Професійну хокейну кар'єру розпочав 1937 року.
Протягом професійної клубної ігрової кар'єри, що тривала 18 років, захищав кольори команд «Бостон Брюїнс», «Монреаль Канадієнс», а також низки клубів нижчих північноамериканських ліг.
Усього провів 193 матчі в НХЛ, включаючи 30 матчів плей-оф Кубка Стенлі.
Двічі ставав володарем Кубка Стенлі у 1939 та 1941 роках, граючи за команду «Бостон Брюїнс».